# 荻外荘公園
荻外荘公園（てきがいそうこうえん）は、東京都杉並区荻窪に所在する区立公園。近衛文麿の邸宅であった荻外荘（てきがいそう）の敷地を公園として整備した施設である。

## 歴史

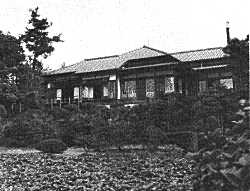
在りし日の荻外荘

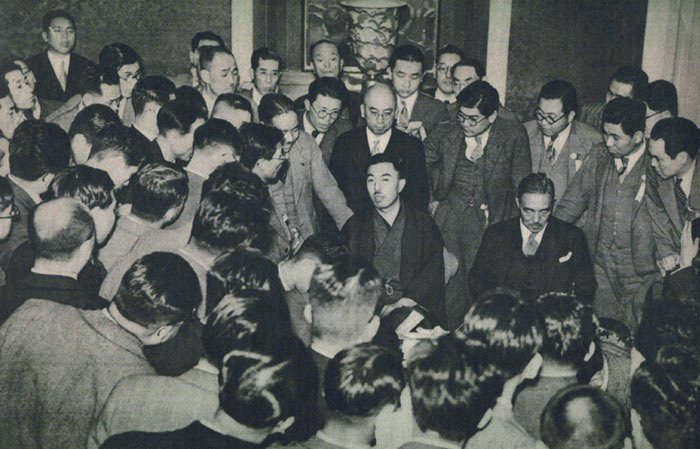
1937年（昭和12年）2月6日、組閣の大命を拝命後、荻外荘に詰めかけた記者団の質問に答える近衛（当時は貴族院議長）。「近衛人気」を反映して近衛への取材攻勢は並みのものではなかった。

1927年（昭和2年）に大正天皇の侍医頭入沢達吉が義弟で建築家の伊東忠太に設計を依頼して建てた邸宅「楓荻凹處」（ふうてきおつしょ）として創建された。南に斜面を持った高台に立地し、近くは善福寺川から遠くは富士山までの景勝を一望のもとに見渡せるこの別荘に惚れ込んだ近衛は、入沢を口説き落として1937年（昭和12年）、これを購入し、その後西園寺公望によって「荻外荘」と命名された。
1938年（昭和13年）には邸宅の北側に蔵と別棟が増築され、書斎と寝室は同年から1944年（昭和19年）頃に改修を受けている。近衛家には目白（現在の新宿区下落合）に本邸があり、荻外荘は別邸なのだが、近衛はこの荻外荘が殊の外気に入って、文化サロンとしても利用し、一度ここに住み始めると本邸の方へは二度と戻らなかった。
郊外にあるものの、青梅街道に程近い上に国鉄中央本線の駅にも近いという便利な立地にある上、官邸の喧噪とはうってかわって静寂な荻外荘のたたずまいを、近衛は政治の場としても活用した。1937年（昭和12年）6月の第一次近衛内閣発足後は重要な話し合いや会議が開かれ、有名になった。1940年（昭和15年）には『政界往来』に「荻外莊清談」を連載している。
「東亜新秩序」の建設を確認した1940年（昭和15年）7月19日の荻窪会談や、対米戦争の是非とその対応についてを協議した1941年（昭和16年）10月15日の荻外荘会談など、時には定例会合の五相会議までをも荻外荘で開いており、日中戦争初期から第二次世界大戦前夜の重要な国策の多くがここで決定された。1941年（昭和16年）9月末に近衛から対米戦に対する日本海軍の見通しを訊かれた連合艦隊司令長官の山本五十六が、「それは是非やれと言われれば初め半年や1年は随分暴れてご覧に入れる。然しながら、2年3年となれば、全く確信は持てぬ」という有名な回答で近衛を悩ませたのも、この荻外荘においてであった。
こうした変則的な政治手法から「荻外荘」の三文字が新聞の紙面に踊る日は多く、この私邸の名称は日本の隅々にまで知れ渡るようになった。後には吉田茂の「目黒の外務大臣公邸」、鳩山一郎の「音羽御殿」、田中角榮の「目白御殿」などがやはり同じように第二の官邸のような機能を持ったが、その先例はこの荻外荘に求めることができる。
日本の降伏後、1945年（昭和20年）12月16日に近衛が自決したのも荻外荘の書斎であった。
荻外荘には近衛以外にも意外な住人がいたことが知られている。1940年（昭和15年）から近衛は自らのブレーンとして重用し始めた井上日召を同居人としてここに引っ越させている。井上は右翼団体「血盟団」の創設者で、血盟団事件の首謀者として無期懲役判決を受けたが、この年の紀元二千六百年奉祝の特赦により服役8年で出獄したばかりだった。
荻窪一帯は空襲に遭わず、荻外荘も戦災を免れた。近衛の死後、主なき荻外荘を一時近衛家から借りて私邸代わりにしていたのが吉田茂である。近衛とは個人的にも親しかった吉田はある日、なぜ荻外荘に住むことに決めたのかを来客から尋ねられ、平然と「ここにぼくが寝ていたらそのうち近衛が出てくるだろうと思ってね」と言ったという。
1960年（昭和35年）に荻窪会談が開かれた応接室を含む木造平屋建ての約半分202m2が、東京都豊島区巣鴨にある天理教東京教務支庁の敷地内へ移築された。

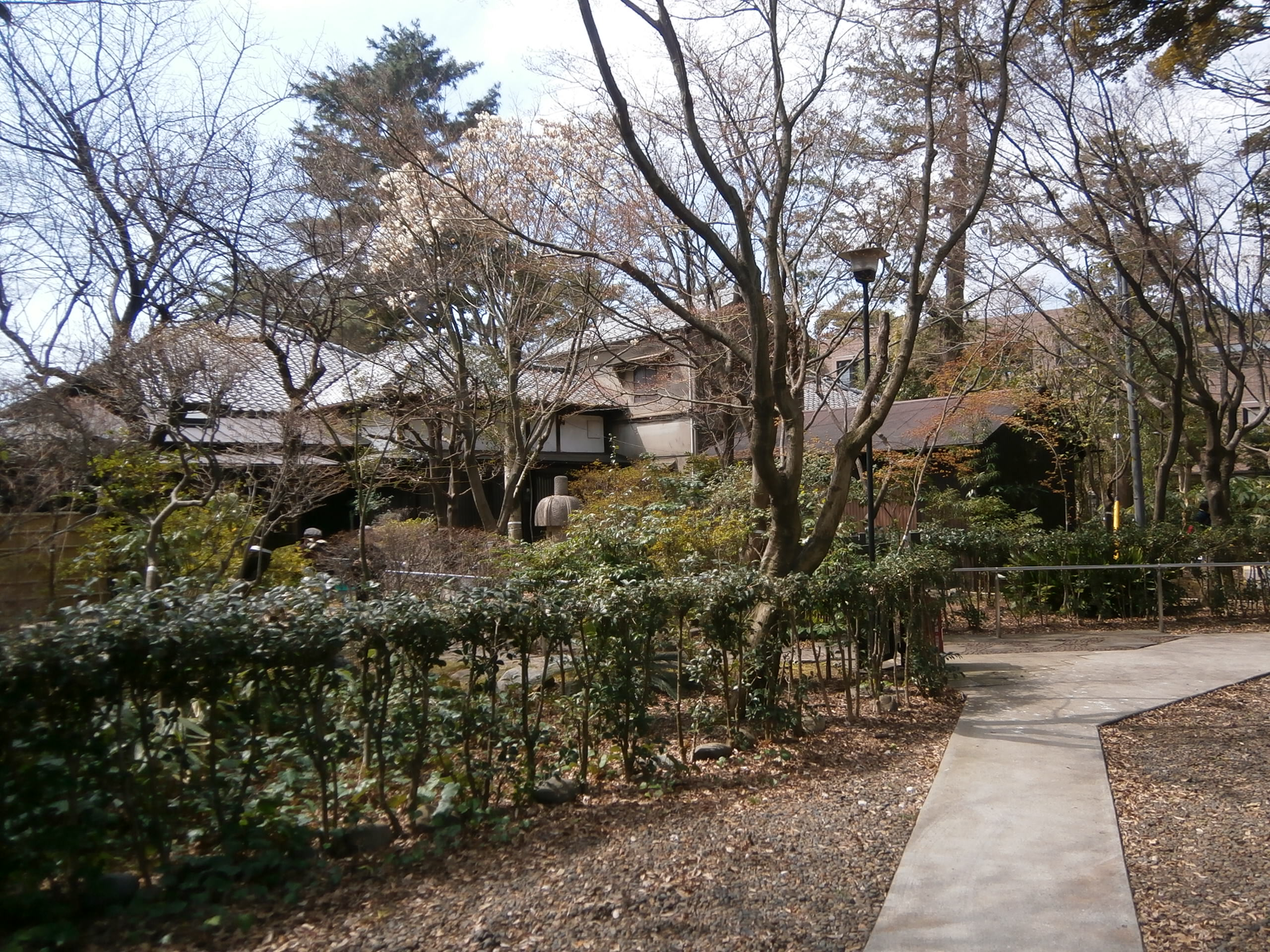
正面入り口から見た復元前の荻外荘(2016年)

## 保存活動
永らく荻外荘に居住していた所有者で近衛文麿の次男である近衛通隆が2012年（平成24年）に死去すると、地元の町会長の連名で要望書が区に提出され、2013年（平成25年）2月、杉並区は荻外荘を買い取ることを明らかにした。2014年（平成26年）に買い取りが行われ、敷地6071.69m2と木造平屋の邸宅409m2を取得、2015年（平成27年）3月に敷地の一部が荻外荘公園として整備・公開された。
2022年（令和4年）5月時点では、邸宅の建物の無い部分に芝生広場、遊歩道、水飲み場、手押しポンプ式井戸、トイレなどが配置された簡易な公園として整備されていた。芝生は邸宅にあったものではなく、邸宅の池のあった部分を整地の上移植されたものである。別途、邸宅跡地等は整備された（後述）。

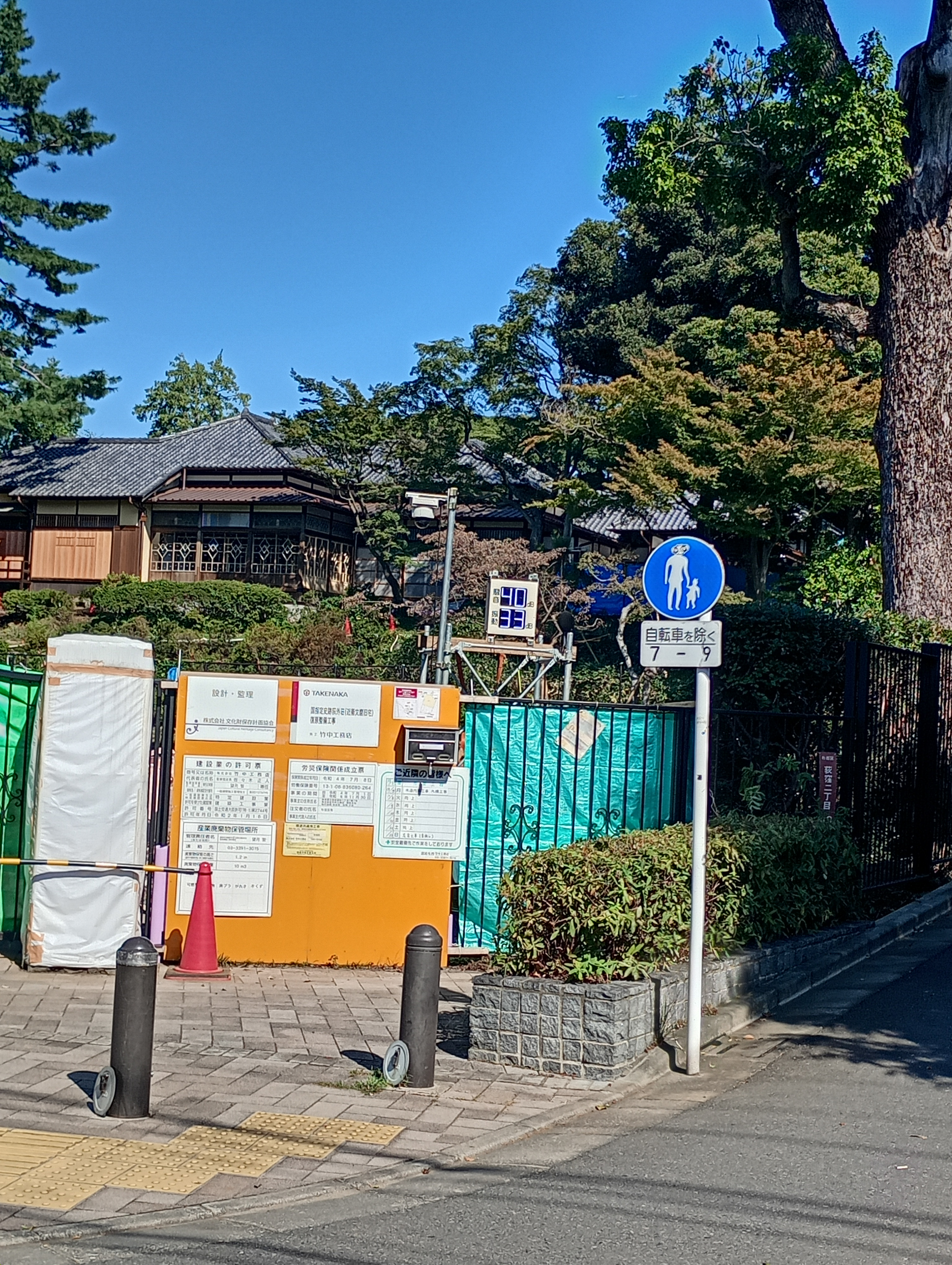
復元工事中の荻外荘(2024年10月)

杉並区の全体整備の基本方針としては、「屋敷林としての形態を残し、住宅都市・杉並の歴史を代表する良質な邸宅として後世に引き継ぐ」「歴史的・文化的価値を最大限活用するため、巣鴨に移築されている部分も含め荻窪会談の行われた時期を基本に当時の状態に復元するとともに、国の重要文化財指定を目指す」などとされた。移築部分の購入資金や今後の復元は、ふるさと納税による寄付や、ペーパークラフトなど荻外荘グッズの販売収益などを充てることになった。
邸宅の部分の移築・復元整備も計画に含まれ、同基本方針には豊島区に移築した荻外荘の一部(東京寮)を元の位置に再移築し、荻窪会談が行われた客間などは展示スペースとして利用することに決まった。天理教東京教務支庁との交渉が2016年（平成28年）12月に基本合意に至ったことにより、当初は翌2017年（平成29年）度から復元工事を始めるとされ、現地で遺構を調査するとともに、1940年（昭和15年）–1941年（昭和16年）当時の状態を記録した写真や資料の所有者に協力が呼び掛けられた。杉並区は荻外荘の復元・活用のため、近衛家伝来の史料や文化財を管理する陽明文庫（京都市）と協力の覚書を取り交わした。
豊島区に移築された玄関・応接間部分の解体工事は2018年（平成30年）秋に着手され、それから数年に渡って移築復元工事が行われた。杉並区による移築復元は2024年（令和6年）に完了し、同年12月9日より一般公開が開始された。

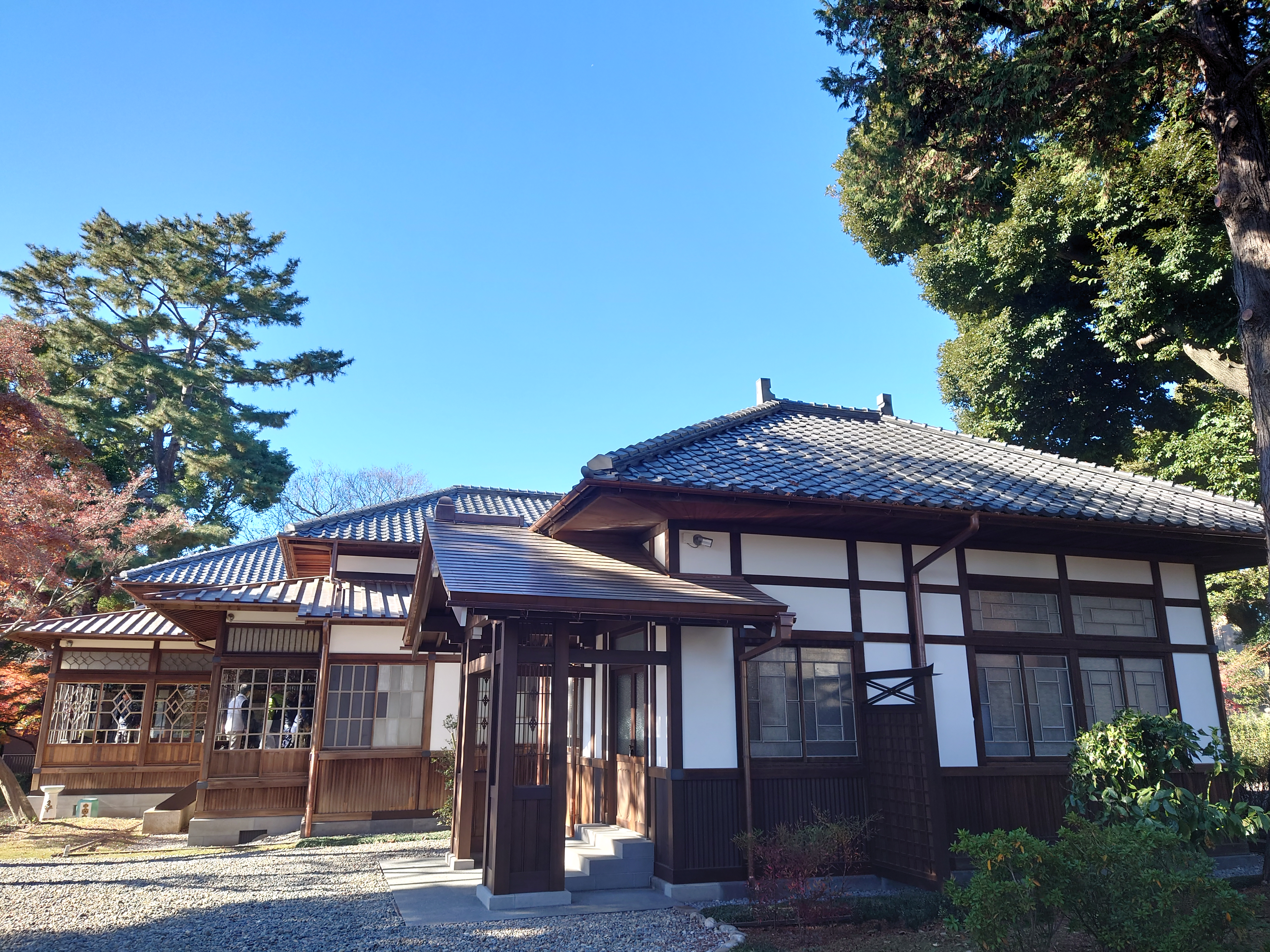
復元された荻外荘の外観(2024年12月)

### 文化財
2016年（平成28年）3月1日、「荻外荘（近衛文麿旧宅）」の名称で国の史跡に指定された。記念の展覧会が杉並区立郷土博物館で開かれている。杉並区は2017年（平成29年）2月、創建当時の平面図（昭和12年のもの）と棟札等を「入澤達吉邸（楓荻荘・荻外荘）平面図・棟札（附入澤達吉邸留守居誌）」として区の有形文化財に指定した（指定年度：平成28年度）。

### 展覧会

#### 杉並区立郷土博物館
- 2016年（平成28年）4月29日 - 5月29日：国史跡指定記念特別展「荻外荘」と近衞文麿[28][33]
- 2018年（平成30年）5月26日 – 7月16日：【企画展】三人をつなぐ「荻外荘」（入沢達吉、伊東忠太、近衛文麿を軸に近衛家資料、創建時の図面など展示）[36][18]

## 開園時間
- 午前9時～午後5時(水曜日、年末年始は休園)

## アクセス
- JR東日本中央線・東京メトロ丸ノ内線荻窪駅から徒歩15分
- 荻窪駅南口より関東バスで萩51・シャレール荻窪行「特養ホームおぎくぼ紫苑」下車徒歩5分
- 荻窪駅西口よりグリーンスローモビリティで「荻外荘公園」下車徒歩1分